# Telipogon mendiolae
Telipogon mendiolae är en orkidéart som beskrevs av Dodson och David Edward Bennett. Telipogon mendiolae ingår i släktet Telipogon och familjen orkidéer. Inga underarter finns listade i Catalogue of Life.